# Cissus coccinea
Cissus coccinea là một loài thực vật hai lá mầm trong họ Nho. Loài này được (Baker) Mart. ex Planch. miêu tả khoa học đầu tiên năm 1887.